# Španjolsko-američki rat
Španjolsko-američki rat (engl. Spanish-American War, šp. Guerra Hispano-Estadounidense) naziv je za oružani sukob koji se godine 1898. vodio između Sjedinjenih Američkih Država i Španjolske. Povod za izbijanje sukoba je bio neriješen status Kube na kojoj se tada vodio rat za nezavisnost od Španjolske, a među uzrocima je glavno bilo nastojanje SAD-a da se nakon desetljeća izolacionizma krajem 19. stoljeća nametne kao velika svjetska sila na račun oslabljene španjolske kolonijalne imperije. Nedugo nakon formalne objave rata u travnju 1898. nadmoćna američka flota je porazila španjolske eskadre na Pacifiku i Karibima omogućivši, iskrcavanje kopnenih trupa koje su nakon nekoliko mjeseci kopnenih bitaka prisile španjolske kolonijalne garnizone na predaju. Rat je formalno završio mirovnim ugovorom u Parizu kojim je Kuba stekla nezavisnost, iako pod de facto američkim protektoratom, a Filipini, Guam i Portoriko postali su dio SAD-a. Na Filipinima su američke snage nakon prekida neprijateljstava sa Španjolcima morali još nekoliko godina voditi gerilski rat s tamošnjim pokretom za nezavisnost.

## Pozadina
Krajem 19. stoljeće španjolsko kolonijalno carstvo na zapadnoj hemisferi se svelo na otočne posjede na Karibima, od kojih je najvažniji i najbogatiji bila Kuba. Na njoj je od početka 19. stoljeća, slično kao i drugim španjolskim kolonijalnim posjedima, bujao pokret za nezavisnost te ustanci koje su, španjolske vlasti, za razliku od većine ostalih kolonija, uspjeli ugušiti. Iako je posljednji takav ustanak, poznat pod nazivom desetogodišnji rat, godine 1878. završen porazom ustanika i dugim periodom relativne stabilnosti, vlast i autoritet kolonijalne matice, iscrpljene karlističkim ratovima je sve više slabi, dok su se sami Kubanci sve više okretali susjednim Sjedinjenim Državama odakle je u drugoj polovici 19. vijeka prodiralo sve više kapitala.
Američka vanjska politika u 19. stoljeću je bila pod uticajem Monroeve doktrine prema kojoj su SAD trebale imati dominantnu ulogu na zapadnoj hemisferi, a postojanje kolonijalnih posjeda ili vazalnih država europskih sila s time je bile nespojivo. Iako su odnosi SAD i Španjolske uglavnom bili dobri, ostanak strateški važne Kube u španjolskim rukama se smatrao ne samo povredom Monroeve doktrine nego i opasnošću po američku sigurnost. Zato nije bila rijetkost zagovaranje rata sa Španjolskom, kako bi joj se oduzela i anektirala Kuba. U godinama pred američki građanski rat, ti su planovi imali i unutrašnjpolitičke motive, prije svega u nastojanju da se robovlasnički Jug novim posjedima nadoknadi demografsku, a samim time i političku dominaciju industrijskog Sjevera. Međutim, SAD sve do samog kraja 19. stoljeća nisu imale vojne i mornaričke resurse da se ravnopravno suprotstave velikim silama. Ekspanzionističke planove je zaustavio građanski rat, a pobjednički Sjever nije imao volje za novo krvoproliće. Umjesto toga su se SAD posvetile razvitku industrije i naseljavanju Zapada SAD-a kao izvoru resursa.
Međutim, 1890.-ih su se SAD suočile s time da su zaokružile svoje kopnene granice, dok su europske imperijalističke sile nastavljale uspostavljati kolonijalne posjede i širiti svoju dominaciju po Africi i Aziji. Među američkom elitom se počeo širiti strah da će SAD zbog nesudjelovanja u imperijalističkoj podjeli svijeta ne samo biti percipirana kao drugorazredna sila, nego da bi i sama mogla biti metom imperija Starog svijeta. U tome je posebno glasan bio zamjenik ministra mornarice i uticajni političar Theodore Roosevelt, koji je smatrao da se SAD moraju jedinom ratom nametnuti kao ravnopravna vojna sila. Sukob s vanjskim neprijateljem je također trebao pomoći da iščeznu političke i druge podjele, odnosno bolni ožiljci izazvani građanskim ratom.
Kao povod je poslužio ustanak koji je izbio 1895. godine, kasnije poznat kao kubanski rat za nezavisnost. Usprkos početnih neuspjeha, pobunjenici su, koristeći gerilsku strategiju, uspjeli poraziti španjolske snage. Novi guverner, general Valeriano Weyler je gerilu odlučio suzbiti oduzevši joj bazu u ruralnom stanovništvu, i to masovnim deportacijama u tzv. koncntracijske logore. U njima su zavladali glad i zarazne bolesti, a vijesti o tome su došle do američke javnosti koja je sve više simpatizirala pobunjenike.

## Vanjske poveznice
Ostali projekti
|  | Zajednički poslužitelj ima još gradiva o temi Španjolsko-američki rat |